# Franjevački samostan i crkva Presvetog Trojstva u Slavonskom Brodu
Franjevački samostan i crkva Presvetog Trojstva u Slavonskom Brodu jedan je od najvećih baroknih samostanskih sklopova u Slavoniji.

## Povijest
Godine 1694. sagrađen je drveni franjevački samostan koji je služio potrebama zajedničkog redovničkog života zahvaljujući djelovanju oca Augustina Jarića. Nakon osloboženja Broda od Turaka 1691., otac Augustin Jarić postaje zapovjednikom Broda, a franjevačka brodska kuća proglašena je rezidencijom.
Kamen temeljac za novi zidani samostan, na zemljištu van dometa tvrđavskih topova položio je 1727. godine barun Ivan Trenk, zapovjednik Broda. O tome svjedoči i latinski natpis i kronogram s 1727. godinom u luneti portala crkve: "ISTA FAVORE DEI PLEBIS PIETATE BENIGNA CVRA FRATERNA SVRGVNT FASTIGIA TEMPLI" (Ovaj hram je nastao naklonošću Božjom, pobožnošću puka, blagohotnom brigom braće). Do kraja godine završen je zapadni trakt samostana i ozidan vrt. Samostanski sklop je građen od 1727. do 1790., zapadno krilo 1727., južno 1729., a istočno između 1768. i 1770. godine. 
Gradnja same crkve je započela također 1727., no ubrzo je prekinuta pa se koristila starija, drvena crkva. Radovi su nastavljeni tek 1743., a privedeni kraju oko 1753. godine. Iznad krova samostanskog sjevernog hodnika postavljen je sat koji je kao i sunčani ocrtani sat izradio Aleksa Schotz. 
Brodski franjevci ne samo da su vršili duhovnu službu nego su imali i značajnu prosvjetiteljsku ulogu i otvaranjem škole 1709. godine postaju njeni prvi učitelji, a 1720. godine otvaraju filozofski fakultet. U vrijeme izgradnje, krajem 17. stoljeća, samostan je pripadao Provinciji Bosne Srebrene. Godine 1757., osnutkom Provincije sv. Ivana Kapistrana, koja je obuhvatila franjevačke samostane na području Habsburške Monarhije, brodski je samostan također pripadao toj Provinciji, sve do 1900. godine, kada je osnovana Hrvatska franjevačka provincija sv. Ćirila i Metoda.
Kao godina završetka gradnje u kronici se spominje 1749. godina, koja je, s Kristovim monogramom, upisana na oslikanom medaljonu na svodu crkve.

## Vanjske poveznice
- Facebook stranica samostana